# Mandalay Pictures
Mandalay Pictures (senare Mandalay Independent Pictures och Mandalay Vision) är en amerikansk filmstudio och dotterbolag till Mandalay Entertainment, grundat den 1995 av Peter Guber. Studion är baserad i Los Angeles County, Kalifornien. Dess maskot detta orange tiger, som ofta visas i studioens logotyp.
Vid grundandet ingick Mandalay ett avtal med Sony Pictures genom Columbia och TriStar, studioens första produktion var en filmthriller The Fan (1996). Startade först som ett oberoende företag och förvärvades 1997 av Lionsgate Entertainment, som ägde studion fram till 2002. 2003 blev den en självständig studio igen, 2008 ägdes blev egendom Mandalay Entertainment.
År 2007 lanserade Mandalay Pictures sin egen division av Mandalay Independent Pictures, som huvudsakligen specialiserat sig på produktion och finansiering av oberoende filmer. År 2010 döptes filialen till Mandalay Vision.